# Longitarsus occidentalis
Longitarsus occidentalis är en skalbaggsart som beskrevs av Horn 1889. Longitarsus occidentalis ingår i släktet Longitarsus och familjen bladbaggar. Inga underarter finns listade i Catalogue of Life.